# 檀木镇
檀木镇，是中华人民共和国四川省达州市达川区曾经下辖的一个镇。2019年12月，撤销檀木镇，将其所属行政区域划归麻柳镇管辖。

## 行政区划
檀木镇撤销前下辖以下地区：
街道社区、仁和寨村、明安寨村、石和尚村、五码村、龙王庙村、太阳山村、激水滩村、高升桥村、夹柏村、天井村、天台寺村、深沟子村和阳家坪村。